# Lolliguncula argus
Lolliguncula argus är en bläckfiskart som beskrevs av Brakoniecki och Johannes August Christian Roper 1985. Lolliguncula argus ingår i släktet Lolliguncula och familjen kalmarer. Inga underarter finns listade i Catalogue of Life.